# Frettemeule
Frettemeule – miejscowość i gmina we Francji, w regionie Hauts-de-France, w departamencie Somma.
Według danych na rok 2011 gminę zamieszkiwało 296 osób, a gęstość zaludnienia wynosiła 40 osób/km² (wśród 2293 gmin Pikardii Frettemeule plasuje się na 688. miejscu pod względem liczby ludności, natomiast pod względem powierzchni na miejscu 653.).